# Aphanistes walleyi
Aphanistes walleyi là một loài tò vò trong họ Ichneumonidae.